# 后坪乡 (沿河县)
后坪乡，是中华人民共和国贵州省铜仁市沿河土家族自治县下辖的一个乡镇级行政单位。

## 行政区划
后坪乡下辖以下地区：
茨坝村、斯毛坝村、红阳村、双坪村、下坝村、水井村、河兴村、楠木湾村、观音村、茶园村和玉泉村。

## 中国传统村落
2013年8月，茶园村被评为第二批中国传统村落。